# Janet Kath
Janet Kath (* 22. September 1964 in Hainburg an der Donau) ist eine österreichische Managerin und Unternehmerin.

## Karriere
Nach Hauptschulabschluss in Bruck an der Leitha, Matura an der Handelsakademie in Bruck an der Leitha begann sie 1983 als Assistentin im Einkauf bei Merkur, nebenbei absolvierte sie den Hochschullehrgang für Werbung und Verkauf. Nachdem sie 1986 Abteilungsleiterin für den Bereich Non-Food und Marketing wurde, wurde sie 1990 auch Prokuristin. In dieser Funktion lernte sie auch ihren damaligen Chef Veit Schalle kennen, den sie 1999 heiratete. 1995 wurde sie Geschäftsführerin der Bipa-Drogeriemarktkette.
2000 übernahm sie per Franchise die österreichischen Filialen der Möbelkette Interio vom damaligen Schweizer Mutterkonzern Magazine zum Globus. Mittlerweile ist sie Geschäftsführerin und Eigentümerin von Interio Österreich. In den Medien sprach sich Kath mehrmals für die Ausdehnung der Ladenöffnungszeiten auf Sonntag aus, insbesondere für die Möbel- und Einrichtungsbranche, der sie mit ihren Möbelhäusern angehört.
Weiters saß sie für das BZÖ im Stiftungsrat des ORF.
Bei einem Treffen der Ladies Lounge in Kärnten soll Kath erklärt haben: „Man lässt schon einen Knopf an der Bluse offen, wenn es hilft, die Ziele zu erreichen.“